# جان جاك كيلر
جان جاك كيلر هو خبير بالمعادن سويسري، ولد في 1635 في زيورخ في سويسرا، وتوفي في 1700 في كولمار في فرنسا.